# 29. Arany Málna-gála
A 29. Arany Málna-gálán (Razzies) – egyfajta ellen-Oscar-díjként – az amerikai filmipar 2008. évi legrosszabb filmjeit, illetve azok alkotóit díjazták tíz kategóriában. A „győztesek” kihirdetésére 2009. február 21-én, a 81. Oscar-gála előtti napon került sor a hollywoodi Barnsdall Gallery Színházában. Az értékelésben az USA 45 államában és 19 külföldi országban élő 657 filmrajongó, kritikus, újságíró és filmes szakember G.R.A.F.-tag  vett részt.
A jelöléseket 2009. január 21-én hozták nyilvánosságra. A legtöbb jelölést – összesen hetet – a Love Guru című filmvígjáték kapta; azt 6 jelöléssel az előző évek kasszasikereit parodizáló Katasztrófafilm és 5 jelöléssel az elmúlt évek szuperfilmjeit parodizáló Spárta a köbön követte. (Éppen az alapötlet és az azonos produceri kör miatt e két alkotást két kategóriában is közösen jelölték.) Ugyancsak 5-5 jelölést kapott A dögös és a dög című romantikus vígjáték, valamint a német-kanadai-amerikai koprodukcióban készült kalandfilm, A király nevében.
A díjakat John Wilson, a díj megalapítója adta át. A Love Guru nyerte meg a legtöbb díjat, a legrosszabb film, a legrosszabb férfi főszereplő és a legrosszabb forgatókönyv kategóriában. Paris Hilton három díjat kapott, a legrosszabb női főszereplő, a legrosszabb női mellékszereplő, illetve a legrosszabb filmes páros kategóriákban, ezzel az előző év nyertesével, Eddie Murphy-vel együtt holtversenyben tartja az egy adott díjátadón színész által elnyert Arany Málna díjak rekordját. Pierce Brosnan kapta a legrosszabb férfi mellékszereplőnek járó díjat a Mamma Mia! című romantikus vígjátékban nyújtott alakításáért. Az Indiana Jones és a kristálykoponya királysága „győzött” a legrosszabb előzményfilmnek, remake-nek, koppintásnak vagy folytatásnak szánt kategóriában. Uwe Boll német rendező, forgatókönyvíró, producer szerezte meg a legrosszabb rendezőnek járó díjat az 1968 Tunnel Rats, A király nevében és a Postal című filmekért, egyben megkapta a legrosszabb életmű különdíját is.

## Díjazottak és jelöltek
| „Győztes” |

| Kategória                                                  | „Győztesek” és jelöltek |
| ---------------------------------------------------------- | --- |
| Legrosszabb film                                           | Love Guru, producer: Mike Myers és Gary Barber (Paramount) |
| Legrosszabb film                                           | A dögös és a dög, producer: Hadeel Reda, Neal Ramer, Victoria Nevinny és Myles Nestel (Regent Releasing)                                                                                                  |
| Legrosszabb film                                           | Az esemény, producer: Barry Mendel, Sam Mercer és M. Night Shyamalan (20th Century Fox) |
| Legrosszabb film                                           | A király nevében, producer: Uwe Boll, Dan Clarke, Shawn Williamson és Wolfgang Herold (Boll KG/Brightlight Pictures)                                                                                      |
| Legrosszabb film                                           | Katasztrófafilm, producer: Jason Friedberg, Aaron Seltzer és Peter Safran (Lionsgate) (megosztva) Spárta a köbön, producer: Jason Friedberg, Aaron Seltzer és Peter Safran (20th Century Fox) (megosztva) |
| Legrosszabb előzményfilm, remake, koppintás vagy folytatás | Indiana Jones és a kristálykoponya királysága, producer: Frank Marshall, George Lucas és Kathleen Kennedy (Paramount)                                                                                     |
| Legrosszabb előzményfilm, remake, koppintás vagy folytatás | Amikor megállt a Föld, producer: Erwin Stoff, Paul Harris Boardman és Gregory Goodman (20th Century Fox) – az 1951-es A nap, mikor megállt a Föld remake-je                                               |
| Legrosszabb előzményfilm, remake, koppintás vagy folytatás | Csillagok háborúja: Klónok háborúja, producer: George Lucas és Catherine Winder (Warner Bros.) |
| Legrosszabb előzményfilm, remake, koppintás vagy folytatás | Katasztrófafilm, producer: Jason Friedberg, Aaron Seltzer és Peter Safran (Lionsgate) (megosztva) Spárta a köbön, producer: Jason Friedberg, Aaron Seltzer és Peter Safran (20th Century Fox) (megosztva) |
| Legrosszabb előzményfilm, remake, koppintás vagy folytatás | Speed Racer – Totál turbó, producer: Larry Wachowski, Andy Wachowski, Joel Silver és Grant Hill (Warner Bros.)                                                                                            |
| Legrosszabb férfi főszereplő                               | Mike Myers – Love Guru |
| Legrosszabb férfi főszereplő                               | Mark Wahlberg – Az esemény és Max Payne – Egyszemélyes háború |
| Legrosszabb férfi főszereplő                               | Larry the Cable Guy – Witless Protection |
| Legrosszabb férfi főszereplő                               | Eddie Murphy – Az üresfejű |
| Legrosszabb férfi főszereplő                               | Al Pacino – 88 perc és A törvény gyilkosa |
| Legrosszabb női főszereplő                                 | Paris Hilton – A dögös és a dög |
| Legrosszabb női főszereplő                                 | Jessica Alba – A szem és Love Guru |
| Legrosszabb női főszereplő                                 | Cameron Diaz – Míg a jackpot el nem választ |
| Legrosszabb női főszereplő                                 | Kate Hudson – Bolondok aranya és A spanom csaja |
| Legrosszabb női főszereplő                                 | A Nők című film szereplőgárdája (Annette Bening, Eva Mendes, Debra Messing, Jada Pinkett Smith és Meg Ryan)                                                                                               |
| Legrosszabb férfi mellékszereplő                           | Pierce Brosnan – Mamma Mia! |
| Legrosszabb férfi mellékszereplő                           | Uwe Boll (mint önmaga) – Postal |
| Legrosszabb férfi mellékszereplő                           | Ben Kingsley – Love Guru, Bódulat és Jó üzlet a háború |
| Legrosszabb férfi mellékszereplő                           | Burt Reynolds – Pókerpárbaj és A király nevében |
| Legrosszabb férfi mellékszereplő                           | Verne Troyer – Love Guru ésPostal |
| Legrosszabb női mellékszereplő                             | Paris Hilton – Repo! – A genetikus opera |
| Legrosszabb női mellékszereplő                             | Carmen Electra – Katasztrófafilm és Spárta a köbön |
| Legrosszabb női mellékszereplő                             | Kim Kardashian – Katasztrófafilm |
| Legrosszabb női mellékszereplő                             | Jenny McCarthy – Witless Protection |
| Legrosszabb női mellékszereplő                             | Leelee Sobieski – 88 perc és A király nevében |
| Legrosszabb filmes páros                                   | Paris Hilton és Christine Lakin vagy Joel David Moore – A dögös és a dög |
| Legrosszabb filmes páros                                   | Uwe Boll és „bármely színész, kamera vagy forgatókönyv” |
| Legrosszabb filmes páros                                   | Cameron Diaz és Ashton Kutcher – Míg a jackpot el nem választ |
| Legrosszabb filmes páros                                   | Larry the Cable Guy és Jenny McCarthy – Witless Protection |
| Legrosszabb filmes páros                                   | Eddie Murphy Az üresfejű című filmben (önmaga oldalán) |
| Legrosszabb rendező                                        | Uwe Boll – 1968 Tunnel Rats, A király nevében és Postal |
| Legrosszabb rendező                                        | Marco Schnabel – Love Guru |
| Legrosszabb rendező                                        | Jason Friedberg és Aaron Seltzer – Katasztrófafilm és Spárta a köbön |
| Legrosszabb rendező                                        | Tom Putnam – A dögös és a dög |
| Legrosszabb rendező                                        | M. Night Shyamalan – Az esemény |
| Legrosszabb forgatókönyv                                   | Love Guru, írta: Mike Myers és Graham Gordy |
| Legrosszabb forgatókönyv                                   | Katasztrófafilm és Spárta a köbön (megosztva), írta: Jason Friedberg és Aaron Seltzer |
| Legrosszabb forgatókönyv                                   | Az esemény, írta: M. Night Shyamalan |
| Legrosszabb forgatókönyv                                   | A dögös és a dög, írta: Heidi Ferrer |
| Legrosszabb forgatókönyv                                   | A király nevében, írta: Doug Taylor |
| Legrosszabb életmű díja                                    | Uwe Boll – „Németország válasza Ed Wood-ra” |

## A kategóriákban előforduló filmek
| Jelölés | Díj | Magyar cím                                    | Eredeti cím                                        |
| ------- | --- | --------------------------------------------- | -------------------------------------------------- |
| 7       | 3   | Love Guru                                     | The Love Guru                                      |
| 6       | 0   | Katasztrófafilm                               | Disaster Movie                                     |
| 5       | 2   | A dögös és a dög                              | The Hottie and the Nottie                          |
| 5       | 1   | A király nevében                              | In the Name of the King: A Dungeon Siege Tale      |
| 5       | 0   | Spárta a köbön                                | Meet the Spartans                                  |
| 4       | 0   | Az esemény                                    | The Happening                                      |
| 3       | 1   | –––                                           | Postal                                             |
| 2       | 0   | 88 perc                                       | 88 Minutes                                         |
| 2       | 0   | Az üresfejű                                   | Meet Dave                                          |
| 2       | 0   | Míg a jackpot el nem választ                  | What Happens in Vegas                              |
| 2       | 0   | –––                                           | Witless Protection                                 |
| 1       | 1   | –––                                           | 1968 Tunnel Rats                                   |
| 1       | 1   | Indiana Jones és a kristálykoponya királysága | Indiana Jones and the Kingdom of the Crystal Skull |
| 1       | 1   | Mamma Mia!                                    | Mamma Mia!                                         |
| 1       | 1   | Repo! – A genetikus opera                     | Repo! The Genetic Opera                            |
| 1       | 0   | A spanom csaja                                | My Best Friend's Girl                              |
| 1       | 0   | A szem                                        | The Eye                                            |
| 1       | 0   | A törvény gyilkosa                            | Righteous Kill                                     |
| 1       | 0   | Amikor megállt a Föld                         | The Day the Earth Stood Still                      |
| 1       | 0   | Bódulat                                       | The Wackness                                       |
| 1       | 0   | Bolondok aranya                               | Fool's Gold                                        |
| 1       | 0   | Csillagok háborúja: Klónok háborúja           | Star Wars: The Clone Wars                          |
| 1       | 0   | Jó üzlet a háború                             | War, Inc.                                          |
| 1       | 0   | Nők                                           | The Women                                          |
| 1       | 0   | Max Payne – Egyszemélyes háború               | Max Payne                                          |
| 1       | 0   | Pókerpárbaj                                   | Deal                                               |
| 1       | 0   | Speed Racer – Totál turbó                     | Speed Racer                                        |